# Michael Rosing (Politiker)
Michael Nicolaj Rosing (* 1968 in Aasiaat) ist ein grönländischer Politiker und Lehrer.

## Leben

### Frühe Jahre
Michael Rosing wurde 1968 als Sohn eines Grönländers und einer Dänin in Aasiaat geboren. Seine Brüder sind der Regisseur Otto Rosing (* 1967) und der Schauspieler Lars Rosing (* 1972). Er ist der Neffe von Jens Rosing (1925–2008) und der Enkel von Otto Rosing (1896–1965).
Er wuchs in Ilulissat auf und später in Aarhus in Dänemark. Er schloss 1988 das Gymnasium in Viby ab und zog anschließend nach Sisimiut. 1990 zog er nach Oregon, wo er in Ashland sein Englisch verbesserte, und zu Beginn des folgenden Jahres begann er in Fairbanks in Alaska Biologie und Statistik zu studieren. Er schloss das Studium 1994 ab und 1995 ebenfalls an der University of Alaska Fairbanks noch einen Bachelor in Mathematik. 1999 beendete er seinen Master an der University of Washington in Seattle in Quantitativer Ökologie und Ressourcenmanagement. Nach dem Studium zog er nach Nuuk, wo er am Naturinstitut Pinngortitaleriffik arbeitete und später auch am Gymnasium Mathematik und an der Universität von Grönland Statistik lehrte.
Michael Rosing erreichte 2013 mit seinem Kochbuch Tuttu qaqqamiit qanermut / Rensdyr fra fjeld til fad (deutsch Rentier vom Berg in den Mund/auf die Platte) das Finale beim Gourmand World Cookbook Award.
Er spricht neben seiner Muttersprache Dänisch auch Grönländisch, Englisch, Deutsch und Französisch.

### Politikkarriere
2002 begann er Leserbriefe zu schreiben. Bis 2007 war er Vorsitzender der Demokraatit in Nuuk, nachdem er bereits bei der Parlamentswahl 2005 angetreten war und mit 86 Stimmen den Einzug ins Inatsisartut verpasst hatte. 2009 erhielt er lediglich 57 Stimmen. Er kandidierte er bei der Folketingswahl 2011, verpasste mit den zweitwenigsten Stimmen (168) einen Platz aber deutlich. 2012 wurde er zum Vizevorsitzenden der Demokraatit ernannt. Bei der Wahl 2013 erhielt er 53 Stimmen und konnte somit auch im dritten Versuch keinen Parlamentssitz erlangen, sondern gelangte nur auf den vierten Nachrückerplatz. Nachdem jedoch im Oktober 2013 Palle Christiansen seinen Parlamentssitz abgab, der von Anda Uldum übernommen wurde, verließ auch das zweite Inatsisartut-Mitglied Jens B. Frederiksen im Januar 2014 das Parlament, und weil Ulrik Blidorf und Justus Hansen auf ihren Platz verzichteten, rückte Michael Rosing erstmals ins Inatsisartut. Bei der Wahl 2014 erzielte Michael Rosing 102 Stimmen und somit die fünftmeisten seiner Partei, die vier Parlamentssitze zugeteilt bekam. Weil Anda Uldum und Nivi Olsen in die Regierung einberufen worden, rückte Rosing mit Tillie Martinussen nach.
Im April 2017 wurde er nach einem parteiinternen Streit aus seiner Fraktion ausgeschlossen, durfte aber im Mai zurückkehren. Wegen anhaltender Differenzen verließ er jedoch im September desselben Jahres die Partei. Anfang 2018 gaben Michael Rosing und Tillie Martinussen die Gründung einer neuen Partei bekannt. Die Suleqatigiissitsisut erreichte bei der Parlamentswahl 2018 einen Platz, der jedoch an Tillie Martinussen ging. Im Juni übernahm Michael Rosing ein Mandat im Kommunalrat der Kommuneqarfik Sermersooq, das durch den Rückzug von Nivi Olsen frei geworden war, wobei Tillie Martinussen auf den eigentlich ihr zustehenden Platz verzichtete, um ein Doppelmandat zu vermeiden. Nachdem Michael Rosing den Parteivorsitz im Frühjahr 2019 nicht mehr aktiv ausübte, verlangte er ihn im Oktober 2020 von Tillie Martinussen zurück. Grund dafür waren Vorwürfe, dass sie die Parteikasse für private Ausgaben nutzte. Sie und der Parteivorstand wiesen die Vorwürfe zurück und sahen Michael Rosing nicht mehr als rechtmäßigen Parteivorsitzenden. Nachdem Michael Rosing und vier andere Parteimitglieder Tillie und den Parteivorstand bei der Polizei anzeigten, wurden alle fünf im Dezember 2020 aus der Partei ausgeschlossen. Am 20. Dezember wurde Tillie Martinussen einstimmig zur Parteivorsitzenden gewählt. Anschließend zog Michael Rosing sich aus der Politik zurück.